# Rotari
Rotari (in latino Rothari, citato anche come Chrotharius; Brescia, 606 – 652) è stato re dei Longobardi e re d'Italia dal 636 al 652.
La memoria di Rotari è legata soprattutto al celebre editto, promulgato nel palazzo Reale di Pavia alla mezzanotte tra il 22 ed il 23 novembre 643, con il quale codificò il diritto longobardo rimasto fino ad allora legato alla trasmissione orale. L'editto apportò significative innovazioni, come la sostituzione dell'antica faida (vendetta privata) con il guidrigildo (risarcimento in denaro), e limitò fortemente il ricorso alla pena capitale.

## Biografia
Già duca di Brescia, ariano, apparteneva alla stirpe degli Arodingi, termine che potrebbe indicare la discendenza da una popolazione, gli Arudi, anticamente stanziata nello Jutland. Ascese al trono nel 636 alla morte di Arioaldo, del quale sposò la vedova Gundeperga, cattolica e portatrice del carisma dell'antica dinastia dei Letingi ereditato dalla madre Teodolinda.
Secondo la tradizione, alla morte di Arioaldo i duchi longobardi avrebbero incaricato Gundeperga di scegliere il nuovo re e sposo, secondo una modalità già applicata dalla monarchia longobarda con Rosmunda (che scelse Elmichi, peraltro rifiutato dalla maggioranza dei duchi) e Teodolinda (che scelse Agilulfo, questa volta con largo consenso). Anche la scelta di Gundeperga - presumibilmente pilotata dai duchi - ebbe successo. Rotari rinnovò pertanto la formula di un re ariano affiancato da una regina cattolica, che, dai tempi di Teodolinda, assicurava un sostanziale equilibrio nel Regno e una politica di tolleranza.
Rotari condusse numerose campagne militari, che portarono quasi tutta l'Italia settentrionale sotto il dominio del regno longobardo. Ciò fu possibile in quanto l'Impero Bizantino attraversava una grave crisi interna, che lo distoglieva dall'Occidente. Rotari, pertanto, conquistò (642) la Liguria (compresi il capoluogo Genova e Luni) e Oderzo. Tuttavia, neppure la schiacciante vittoria ottenuta sull'esarca bizantino di Ravenna, sconfitto e ucciso insieme a ottomila suoi uomini presso il fiume Panaro, fu sufficiente a sottomettere l'Esarcato.
Governò con energia e colpì con durezza i duchi che gli si opponevano, facendone eliminare molti; questo tuttavia non gli alienò il sostegno e l'affetto del suo popolo, che in lui ammirava il legislatore e, soprattutto, il guerriero. Anche il Ducato di Benevento, che durante il suo regno espanse a sua volta il suo dominio conquistando la Puglia e la città di Salerno, riconobbe l'autorità del re; il duca Arechi inviò alla corte di Milano il proprio figlio ed erede Aione.
Rotari morì nell'anno 652 e, secondo alcuni studi, venne sepolto a Monza, accanto alla basilica di San Giovanni Battista, sembra in un luogo diverso dalla moglie, mentre altre ricerche più recenti sostengono che il re venne tumulato nella chiesa di San Giovanni Domnarum (fondata dalla moglie Gundeperga) o nella chiesa di San Giovanni in Borgo a Pavia.
Poco dopo la sua morte la sua tomba venne aperta nottetempo e gli ornamenta furono rubati. 
Paolo Diacono narra anche della punizione sovrannaturale del ladro.
A Rotari succedette il figlio Rodoaldo.

### Fonti primarie
- Paolo Diacono, Historia Langobardorum (Storia dei Longobardi, cura e commento di Lidia Capo, Lorenzo Valla/Mondadori, Milano 1992), IV, 42-45.
- Origo Gentis Langobardorum, VI.
- Fredegario, Chronicarum Libri, IV, 70.

### Letteratura storiografica
- Claudio Azzara, ROTARI, in Dizionario biografico degli italiani, vol. 88, Roma, Istituto dell'Enciclopedia Italiana, 2017.
- Lidia Capo. Commento a  Paolo Diacono, Storia dei Longobardi, a cura di Lidia Capo, Milano, Lorenzo Valla/Mondadori, 1992, ISBN 88-04-33010-4.
- Paolo Delogu,Il Regno Longobardo, in Storia d'Italia, Torino 1980, vol. I, pp. 54–55.
- Jörg Jarnut, Storia dei Longobardi, traduzione di Paola Guglielmotti, Torino, Einaudi, 1995  [1982], ISBN 88-06-13658-5.
- Alberto Magnani, Gundeperga. Una regina longobarda a Pavia, in "Bollettino della Società Pavese di Storia Patria", 2004.
- Sergio Rovagnati, I Longobardi, Milano, Xenia, 2003, ISBN 88-7273-484-3.
- Ròtari re dei Longobardi, in Treccani.it – Enciclopedie on line, Roma, Istituto dell'Enciclopedia Italiana.